# Danone

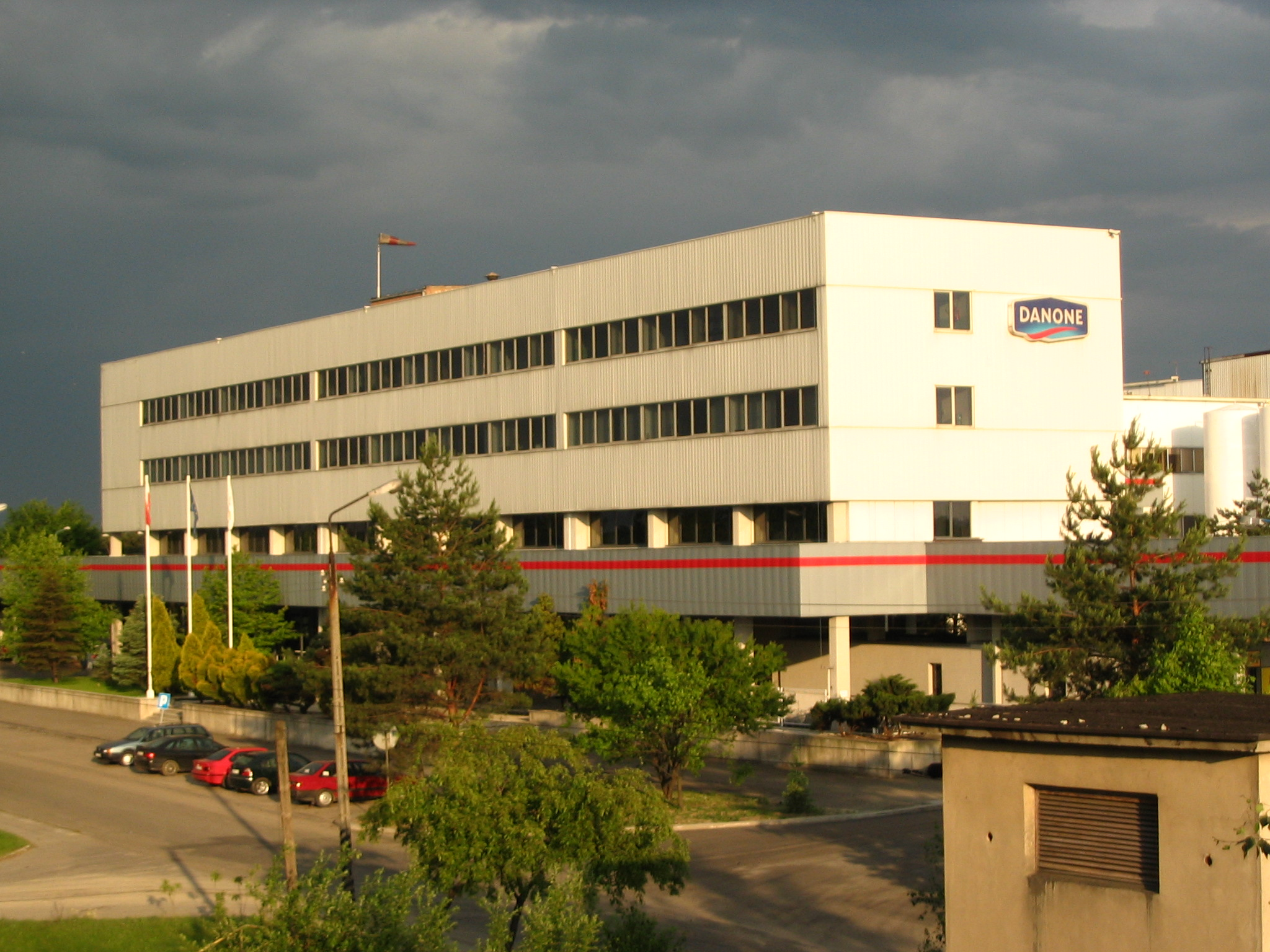
Jedna z fabryk Danone w Bieruniu (Polska)

Danone S.A. – międzynarodowe przedsiębiorstwo spożywcze z siedzibą w Paryżu, zajmujące się produkcją produktów spożywczych mlecznych i pochodzenia roślinnego, wody i napojów oraz żywienia specjalistycznego.

## Działalność
Przedsiębiorstwo zostało założone w 1919 roku w Barcelonie przez greckiego Żyda z Salonik, Isaaca Carasso. Obserwował on dzieci, które zmagały się z dolegliwościami trawiennymi. Znając zalety płynące ze spożywania popularnego na Bałkanach jogurtu, opracował rozwiązanie oparte na korzyściach zdrowotnych związanych ze spożywaniem mleka fermentowanego. Nazwa Danone wywodzi się od przezwiska „Danon”, którym określano Daniela Carasso, syna założyciela firmy. Sprzedaż rozpoczął w aptekach, a następnie rozszerzył działalność na sklepy spożywcze. W latach 1941–1951, ze względu na żydowskie pochodzenie właścicieli i okupację Francji, główna siedziba przedsiębiorstwa znajdowała się w Nowym Jorku.
Spółki Danone zatrudniają ponad 100 tysięcy pracowników w 55 krajach. Produkty firmy można kupić w ponad 120 krajach, a do najpopularniejszych marek należą Activia, Aptamil oraz Jogurty Danone.

### Danone w Polsce
Danone w Polsce oferuje produkty spożywcze w trzech kategoriach: produkty mleczne i pochodzenia roślinnego (Danone), woda i napoje (w Polsce Żywiec Zdrój) oraz żywienie specjalistyczne, czyli żywność dla niemowląt i małych dzieci oraz żywienie medyczne (Nutricia). Działalność w Polsce Danone rozpoczął w 1990 roku, na początku jedynie importując produkty spożywcze. Pod koniec 1992 roku rozpoczął produkcję w wynajętych halach fabryki ZM Wola w Warszawie. Przedsiębiorstwo przejęło fabrykę i wykupiło resztę 2 lata później.
W roku 1995 Danone przejął spółkę Mildes sp. z o. o. w Bieruniu. Przejęcie zostało zrealizowane przy udziale kapitału funduszu Central Europe Trust. Spółka Mildes posiadała w Bieruniu zakład przetwórstwa mleka (dawna mleczarnia „Śląsk”), produkujący mleko spożywcze, kefir i śmietanę. Danone objął 60% udziałów w bieruńskiej spółce i zobowiązał się do zrealizowania inwestycji mającej na celu zwiększenie produkowanego asortymentu. Dwa lata później, w 1997, zakład w Bieruniu został przekształcony w zakład produkcyjny Danone sp. z .o.o.
W 2009 roku Danone Polska był 4. największym producentem wyrobów mleczarskich w Polsce. W 2012 roku uzyskał już 3. miejsce w rankingu z obrotem rzędu 1564,397 mln PLN. W 2001 roku do grupy spółek DANONE w Polsce dołącza Żywiec Zdrój, a w 2007 Nutricia. Przedsiębiorstwo w 1998 roku wdrożyło system identyfikacji zagrożeń HACCP. W roku 2015 Danone ogłosił, że w 2016 roku zamknie zakład w Warszawie i przeniesie produkcję do Bierunia. W 2016 roku grupa spółek uruchomiła jeden z najnowocześniejszych zakładów rozlewniczych Żywiec Zdrój w gminie Radziechowy-Wieprz, a w kolejnych latach zmodernizowała fabrykę w Bieruniu i rozbudowała zakłady w Opolu. Obie fabryki eksportują tworzone w Polsce produkty, głównie na rynki europejskie.
Dziś spółki Danone zatrudniają ponad 3 tys. pracowników w 10 lokalizacjach w całej Polsce, głównie na południu, gdzie znajduje się większość fabryk i zakładów rozlewniczych. W 2020 roku, jako pierwszy producent w Polsce, Danone zdecydował się na stopniowe wdrażanie na opakowania swoich produktów systemu znakowania żywności Nutri-Score, a we wrześniu 2020 roku spółki dołączyły do Polskiego Paktu Plastikowego.

#### Produkty
Źródło:
- Danone
- Danone Actimel
- Activia
- Danone Danio
- Danone Danonki
- Danone Fantasia
- Danone Gratka
- Żywiec Zdrój
- Dobrowianka
- Danone Ale Pitny
- Alpro
- Bebilon
- Bebiko
- BoboVita
- Nutridrink
- NutriKid
- NeoCate

#### Fabryki w Polsce
- w Bieruniu (Fabryka Danone w Bieruniu, dawny zakład przetwórstwa mleka Mildes sp. z o.o.)
- w Opolu (Nutricia Zakłady Produkcyjne)
- w Krotoszynie (Nutricia Zakłady Produkcyjne)
- w Jeleśni, Mirosławcu, Rzeniszowie i w gminie Radziechowy-Wieprz (rozlewnia wody Żywiec Zdrój)